# أوليفر هنتر
أوليفر هنتر (بالإنجليزية: Oliver Hunter)‏ هو عداء سريع غياني، ولد في 1934.

## وصلات خارجية
- أوليفر هنتر على موقع اللجنة الأولمبية الدولية (الإنجليزية)
- أوليفر هنتر على موقع أوليمبيديا (الإنجليزية)